# Friedrich Heincke
Johann Friedrich Heincke (* 6. Januar 1852 in Hagenow; † 5. Juni 1929 auf Helgoland) war ein Zoologe und Ichthyologe.

## Leben
Friedrich Heincke, Sohn eines Kaufmanns, besuchte das Gymnasium in Schwerin. Ab Oktober 1869 absolvierte er ein Studium der Zoologie und Naturwissenschaften in Rostock und ab 1870 in Leipzig. Er promovierte in Leipzig im Dezember 1873 zum Doktor der Philosophie und war anschließend von 1873 bis 1876 Assistent bei Karl August Möbius am zoologischen Museum in Kiel und Mitarbeiter der preußischen Kommission für die wissenschaftliche Untersuchung der Meere. Er bestand am 12. Juni 1875 die Prüfung, um an Universitäten Vorlesungen halten zu dürfen, und habilitierte im Juli 1877 an der Kieler Hochschule. 
Friedrich Heincke war von 1876 bis 1879 Oberlehrer in Kiel und von 1879 bis 1891 in Oldenburg. Von 1885 an war er Mitarbeiter des Deutschen Seefischereivereins. Von 1892 bis 1921 war Heincke Direktor der Biologischen Anstalt Helgoland. Zu den Hauptaufgaben dieser Anstalt gehörte die Erforschung der Flora und Fauna des Helgoländer Meeresgebietes unter gebührender Berücksichtigung der Nutztiere. 
Heincke war Vorsitzender der deutschen wissenschaftlichen Kommission für die Meeresforschung und Mitbegründer sowie ständiger Delegierter der Internationalen Organisation für Meeresforschung. 1901 gehörte er zu den Mitverfassern der „Hamburger Thesen“, in denen eine Reihe namhafter deutscher Naturwissenschaftler für die Aufwertung des biologischen Unterrichts an höheren Schulen eintraten.
Aufgrund seiner Leistungen wurden mehrere Forschungsschiffe nach ihm benannt, darunter die Heincke und die Friedrich Heincke.

## Werkauswahl
- Naturgeschichte des Herings. Otto Salle Verlag, 1898
- Die Fische der Ostsee. P. Parey Verlag, 1883
- Eier und Larven von Fischen der deutschen Bucht. Lipsius & Tischer, 1904
- Die biologische Anstalt auf Helgoland. 1892
- Die Varietäten des Herings. P. Parey Verlag, 1881
- Illustrirte Naturgeschichte der Thiere. F.A. Brockhaus, 1882
- Die Erforschung der deutschen Meere im Dienste der Seefischerei. W. Moeser Verlag, 1896
- Die Ueberfischung der Nordsee und Schutzmassregeln dagegen. W. Moeser Hofbuchdruckerei, 1894
- Die Fische Helgolands. Die Mollusken Helgolands. Lipsius & Tischer, 1894
- Variabilität und Bastardbildung bei Cyprinoiden. 1892
- Die nutzbaren Thiere der nordischen Meere. Enke Verlag, 1882